# Chiesa dei Santi Tommaso e Andrea Apostoli
La chiesa dei Santi Tommaso e Andrea è la parrocchiale di Pontevico, in provincia e diocesi di Brescia; fa parte della zona pastorale della Bassa Centrale Ovest.

## Storia
La conferma della presenza di una chiesa di Sant'Andrea a Pontevico risale all'Alto Medioevo ed è contenuta nel diploma imperiale di Ludovico II il Giovane che cita nel territorio la presenza di monaci dell'abbazia di San Zeno di Verona.
Nel 1196 pre' Andrea viene menzionato come pievano e in quel periodo la Pieve di Pontevico, che sorgeva presso il camposanto, aveva come filiali le chiese di Alfianello, di Seniga e di San Gervasio Bresciano.
Nel Liber Poteris (1255) si riporta che a Pontevico nel corso del Medioevo era sorta una chiesa intitolata a San Tommaso Apostolo ed edificata nel Borgo Superiore, una porzione di centro abitato formatasi nel corso del Basso Medioevo, divenendo il principale luogo di culto dei suoi abitanti. In questa seconda chiesa il 28 aprile 1463 Pasino de Storis, su concessione di papa Pio II, attuò il Beneficio di San Bernardino. La chiesa venne ricostruita e ampliata nel 1486, affiancata dalla Chiesa della Disciplina, molto probabilmente sorta in quegli anni.
Nel 1565 il vescovo Domenico Bollani, compiendo la sua visita pastorale, giunse a Pontevico; preso atto della situazione, il presule ordinò al parroco Silvestro Valier, che dimorava in un altro comune, di trasferire la sua residenza in paese, stabilendo che se ciò non fosse stato fatto il suddetto sarebbe stato sollevato. In questa occasione i maggiorenti del paese e i capi della scuola del Santissimo Sacramento chiesero al vescovo di convincere il già nominato parroco don Valier a provvedere alla ricostruzione della parrocchiale, che non era sufficientemente capiente.
A causa della posizione sempre più marginale dell'altomedievale Pieve di Sant'Andrea rispetto allo sviluppo del centro abitato, nel 1570 i cittadini pontevichesi chiesero che la parrocchialità venisse trasferita presso la summenzionata chiesa di San Tommaso, ma il Valier si oppose fermamente alla richiesta e, in più, rifiutò di stanziare la somma necessaria all'ampliamento dell'edificio, che versava in condizioni precarie. Quattro anni dopo, nel 1574, il vescovo traslò la parrocchialità nella chiesa di San Tommaso, contestualmente ridedicata anche a sant'Andrea, e, finalmente, don Valier fornì i fondi per il rifacimento della chiesa; tuttavia, a causa di un'epidemia di peste i lavori vennero interrotti.
Nel 1580 l'arcivescovo di Milano Carlo Borromeo arrivò in paese accompagnato dal conte Nicolò Gambara, suo cugino, e prescrisse che la chiesa venisse ampliata di tre campate e che l'antistante cimitero fosse chiuso da un muro.
Nel 1583 la chiesa fu demolita per far posto alla nuova, la prima pietra della quale venne posta il 3 agosto 1584; la parrocchiale, disegnato dal cremonese Giuseppe Dattaro, fu descritta dal vescovo Marco Morosini ben fatta et ricca de ornamenti e nel 1610 venne eretta ad abbaziale e consacrata.
Dalla relazione della visita pastorale del 1703 del vescovo Marco Dolfin, si apprende che a servizio della cura d'anime vi erano il parroco-abate, ventisette altri sacerdoti e cinque chierici, che i fedeli erano 5000 e che nella parrocchiale, la quale aveva alle sue dipendenze chiese di Santa Maria Maddalena, nella frazione di Bettegno, e di Santa Maria del Suffragio (oggi nota come Chiesa di San Giuseppe), gli oratori dei Disciplini di san Francesco, di San Rocco, della Beata Maria Vergine di Ripa d'Oglio (oggi nota come Chiesa di Santa Maria in Ripa d'Oglio), della Beata Vergine dello Strone (oggi nota come Chiesa di San Fermo), di San Vitale, della Beata Maria Vergine, dei Santi Ignazio e Filippo Neri presso il borgo di Torchiera, della Beata Vergine del Parto, nella frazione di Chiesuola, della Beata Maria Vergine delle Grazie, in località Dossi e di Santa Barbara e il convento della Natività della Beata Maria Vergine, avevano sede la scuola della Santissima Vergine del Rosario e la cappellania di san Bernardino.
Nel 1701 il campanile fu gravemente danneggiato da un incendio e tra il 9 giugno 1743 e il 1747 venne riedificato. Per volere dell'allora Monsignor Bassano Cremonesini, tra il 1886 e il 1887 la chiesa fu ampliata e abbellita su disegno dell'ingegnere verolese Luigi Tadini e affrescata da Luigi Tagliaferri momentaneamente sostituita come parrocchiale dalla vicina Chiesa di San Giuseppe.
Poco dopo le 22 del 18 gennaio 1959 parte dell'edificio fu devastata da un incendio; la chiesa dovette venir restaurata e nel 1960 fu riaperta al culto, con la benedizione di papa Giovanni XXIII e la consacrazione dell'altare maggiore, celebrata dal vescovo Giacinto Tredici.
Nel 1989 la chiesa, già sede del vicariato di Pontevico, in seguito alla riorganizzazione territoriale della diocesi, passò alla neo-costituita zona pastorale della Bassa Centrale Ovest.

## Descrizione

### Facciata
La neoclassica facciata a capanna della chiesa, frutto dell'ampliamento ottocentesco, è tripartita da quattro semicolonne in Ordine Corinzio, che sorreggono il frontone ottusangolo di forma triangolare; ai lati e sulla sommità del timpano triangolare che corona la facciata, lungo le linee di colmo e di gronda, ospita la statua del Cristo Re affiancata da due statue raffiguranti angeli.
Al centro della facciata si apre il portale d'ingresso architravato in Marmo di Carrara e sovrastato da un timpano semicircolare sorretto da due semicolonne. Tra il timpano del portale d'accesso e il frontone ottusangolo si apre una triplice finestra serliana.

### Interno
L'interno, abbellito da affreschi e da rilievi, si compone di un'unica navata, sulla quale si affacciano quattro cappelle laterali dedicate a San Bernardino da Siena, a San Carlo Borromeo, finanziatore della fabbrica della chiesa, a San Giuseppe e alla Madonna del Castello e voltate a botte e da diversi altari minori, tra i quali si distingue quello della Madonna del Rosario (1654), sormontato da una statua lignea dorata di Maria. Sopra la navata, le cui pareti sono scandite da semicolonne sorreggenti la cornice aggettante, si imposta la volta a botte, caratterizzata da lunette. La crociera è sormontata da una cupola, opera del Tadini (1886-1887), interamente affrescata con La Gloria di San Tommaso del Tagliaferri, che ha dato particolare risalto ad alcune figure in vesti orientali poste in uno scenario tipicamente asiatico; le quattro vele della cupola raffigurano personaggi biblici, su tutti Noè e Mosè, e importanti figure religiose, come l'allora Pontefice Leone XIII.
Al termine dell'aula si sviluppa il presbiterio a pianta quadrangolare e coperto da volta a crociera e da volta a botte, nel quale è ospitato l'altare maggiore in marmo Porfido verde antico e Bianco di Carrara e sormontato da un tabernacolo, la cui pala, posta sul retro di un medaglione centrale sormontato da un frontone mistilineo, raffigura la Professione della fede di San Tommaso (1886), opera di Luigi Tagliaferri, attorno alla quale per la quasi totalità dell'abside figura un cielo popolato da angeli, sempre ad opera del pittore lecchese. Il seicentesco coro è in legno massiccio di noce.
Oltre alle opere del Tagliaferri, all'interno della chiesa sono presenti numerevoli affreschi e dipinti risalenti a epoche diverse, tra i quali si distinguono: la Madonna del Castello (XVI secolo), inizialmente posto all'interno dell'antica Chiesa di San Marco (posta all'interno del Castello) e trasferita all'interno della Chiesa Abbaziale a seguito della distruzione della chiesetta militare, a decorazione dell'omonimo altare adiacente alla facciata; La Madonna con San Carlo e Sant'Antonio (1751), opera di Angelo Paglia; La Trinità e i Santi (XVI secolo), opera della Scuola del Moretto, contenente l'immagine del Santo patrono di Pontevico San Pancrazio; L'Ultima Cena (XVII secolo), opera di Antonio Gandino e posta a decorazione dell'Altare del Santissimo Sacramento; San Giuseppe e Santa Barbara (XVIII secolo), opera della Scuola veneta.
L'organo attuale risale al 1960, in sostituzione del precedente Organo Serassi, prodotto dalla ditta Serassi tra il 1837 e il 1839, ed è posto su due balconi marmorei collocati lungo i lati del presbiterio.

### Campanile
L'attuale torre campanaria, seppur edificata nella metà del XVIII secolo, si presenta in stile romanico e termina con una doppia cella sormontata da una cupola costolata. Oltre al concerto di cinque campane, la struttura è dotata di due orologi e di un parafulmine. Con i suoi 51 metri di altezza dal basamento della Croce alla strada, è il campanile più alto del paese.